# Laryngektomie
Laryngektomie (auch Kehlkopfentfernung und Kehlkopfexstirpation genannt) ist eine chirurgische Operation, bei welcher der Kehlkopf entfernt wird.

## Namensgebung
Das Wort setzt sich zusammen aus den altgriechischen Bestandteilen λάρυγξ lárynx ‚Kehle‘ sowie ἐκτομή ektomē ‚Abschneiden, Ausschneiden‘. Ektomie ist in der Medizin die übliche Endung für organentfernende Operationen.

## Indikation und Alternativen
Grund für die Laryngektomie ist fast immer eine Krebserkrankung des Kehlkopfes (Larynxkarzinom) oder des tiefen Rachens (Hypopharynxkarzinom). Krebserkrankungen des Kehlkopfes, die weniger weit fortgeschritten sind, können meist organ- und damit funktionserhaltend behandelt werden, z. B. indem nur Teile des Kehlkopfes entfernt werden (z. B. als Endolaryngeale Kehlkopfchirurgie oder Hemilaryngektomie).
Bei ausgedehnten Krebserkrankungen kann eine Strahlentherapie bzw. Kombinierte Strahlen- und Chemotherapie ein Ersatz für oder eine Ergänzung zur Laryngektomie sein.

## Geschichte
Im Jahr 1866 soll Alexander Watson († 1902) sowohl eine Exstirpation des halben als auch eine des ganzen Kehlkopfes vorgenommen haben. Belegbar durchgeführt wurde die Laryngektomie jedoch erstmals als Notoperation am Silvesterabend des Jahres 1873 auch von dem Chirurgen Theodor Billroth, dessen Name vor allem aufgrund seiner später durchgeführten Magenoperationen in der Medizin berühmt blieb. Ebenfalls im 19. Jahrhundert entwickelte der Chirurg Bernhard von Langenbeck eine nach ihm benannte Methode der Kehlkopfexstirpation. Heute wird die meist viele Stunden dauernde Operation nicht mehr als Notoperation, sondern ausschließlich nach gründlichen Voruntersuchungen (Mikrolaryngoskopie, Computertomografie, Staginguntersuchungen …) als gut geplante Operation durchgeführt. Die Operation obliegt heute in aller Regel nicht mehr dem Chirurgen, sondern spezialisierten Hals-Nasen-Ohrenärzten.

## Operationstechnik
Der Eingriff erfolgt in Allgemeinanästhesie. Meist wird zugleich eine Entfernung von Halslymphknoten (so genannte Neck-Dissection) durchgeführt. Bei der Neck-Dissection werden zwei Arten unterschieden: Zum einen die funktionelle Neck-Dissection, bei der nur die Lymphknoten entfernt werden und zum anderen die radikale Neck-Dissection, bei der neben den Lymphknoten auch der Musculus sternocleidomastoideus, der Nervus accessorius und die Vena jugularis interna entfernt werden.

## Rehabilitation
Der Kehlkopf hat zwei wesentliche Aufgaben. Er trennt Speise- und Luftwege, so dass die durch den Mund eingeatmete Luft in die Luftröhre und die ebenfalls über den Mund aufgenommenen Speisen aber in die Speiseröhre gelangen. Als zweite Funktion wird in ihm die Stimme erzeugt. Da diese Aufgaben nach der Entfernung des Kehlkopfes fehlen, werden in der Operation zunächst Speise- und Luftwege getrennt. Der Mund führt nur noch in die Speiseröhre. Die Luftröhre wird ihrerseits in eine Atemöffnung im Hals, nämlich ein Tracheostoma ausgeleitet.
Für den Stimmersatz kommen im Wesentlichen drei Methoden in Frage:
- elektronische Sprechhilfe (Die Tongebung erfolgt über ein an den Mund oder Hals gehaltenes, batteriebetriebenes Gerät. Der Klang wird teilweise als „technisch“ empfunden.)
- Ruktusstimme, auch Ösophagusersatzstimme (Der Patient lernt, Luft bewusst in die Speiseröhre zu drücken und diese für die Bildung von Lauten zu nutzen.)
- Stimmfistel, auch Shunt-Ventil (meist Kunststoffventile, die chirurgisch zwischen Luft- und Speiseröhre eingebracht werden und die es erlauben, die Atemluft der Lunge für die Stimmgebung zu verwenden).

Die entstehende Stimme ist auch als Ersatzstimme bekannt.
Alle diese Methoden erfordern ein ausgiebiges Training, welches unter Anleitung von Logopäden erfolgt. Der Kontakt zu Logopäden und zu bereits laryngektomierten Patienten sollte möglichst schon vor der Operation hergestellt werden, da der noch nicht Laryngektomierte so besser Fragen stellen und sich auf die Zeit nach der Operation vorbereiten kann.
Oft sind regionale Selbsthilfegruppen in enger Zusammenarbeit mit der operierenden Klinik organisiert.
Die Kommunikationsschwierigkeiten durch die anfängliche Stimmlosigkeit und die späteren Einschränkungen der Ersatzstimme vermischen sich mit anderen Folgen der Tumorbehandlung (z. B. Schluckstörung bei Mundtrockenheit nach Strahlentherapie, Müdigkeitssyndrom …) und psychologischen Folgen der Tumordiagnose (Angst vor Operation, Angst vor Hilfslosigkeit, Angst vor dem Sterben), die zeitgleich angegangen werden müssen. Die Rehabilitation ist daher als komplexe, interdisziplinäre Langzeitaufgabe zu verstehen. In Deutschland ist eine stationäre Anschlussheilbehandlung nach Laryngektomie der Regelfall.